# كريستوفر أوكيغبو
كريستوفر إفيكاندو أوكيغبو، (بالإنجليزية:  Christopher Ifekandu Okigbo)‏، (16 أغسطس 1932 - 1967) شاعر نيجيري وأستاذ وأمين مكتبة، قُتل أثناء القتال من أجل استقلال بيافرا. يُشتهر اليوم كشاعر أفريقي مرموق يكتب باللغة الإنجليزية من حقبة مابعد الاستعمار، وأحد أهم الكُتّاب الحداثيين في القرن العشرين.

## النشأة
وُلِد أوكيغبو في 16 أغسطس 1932 في قرية أوجوتو التي تبعد 10 أميال (16 كم) من مدينة اونيتشا في ولاية أنمبرة. عمل أباه مدرساً في مدارس التبشير الكاثوليكي خلال ذروة الحكم الاستعماري البريطاني في نيجيريا، بينما قضى أوكيغبو طفولته يتنقل بين المحطّات. على الرغم من تديّن أباه المسيحي، كان أوكيغبو منجذباً وحسب ولم يؤمن إلا في أواخر حياته، عندها آمَن بأن روح جدِّه –أبو أمه– تجسدت فيه، كان جده كاهناً يدعو إلى الآلهة إيدوتو، آلهة شعب للإغبو. تُشخّص الآلهة إيدوتو في النهر ذو الاسم نفسه الجاري عبر قرية أوكيغبو، يهيّمن توظيف «آلهة المياه» في عمله. يفتتح أوكيغبو مجموعته «باب الجنة» "Heavensgate" بهذه السطور:
```
  
أمامك، يا أُمَنا إيدوتو  Before you, mother Idoto

  عارياً أقفُ      
[
5
]
Naked I stand
```

بينما يحتفل في مجموعته «مسافات» "Distances" (1964) بنهاية جمالياته وعودته الروحية لجذوره الدينية الأصلية:
إنّي الشاهد الوحيد على عودتي للديار. I am the sole witness to my homecoming
قدوة أخرى أثّرت على أوكيغبو في شبابه هو شقيقه الأكبر بيوس أوكيغبو، والذي أصبح بعد ذلك خبير اقتصادي مرموق وأول سفير نيجيري لدى اللجنة الاقتصادية الأوروبية.

## أيامه في اُمواهيا وإبادان
تخّرج أوكيغبو من كلية اُمواهيا الحكومية (في ولاية أبيا، نيجيريا حالياً) بعد سنتان من تخرّج تشينوا أشيبي وهو بنفسه كاتب نيجيريّ مرموق، حيث ذاع صيته كقارئٍ نهم ورياضيّ حاذق. قُبِل في العام الذي يليه في كلية جامعيّة في إبادان. حَوّل مساره الدراسي في السنة الثانية إلى الدراسات القديمة بعد أن درس في البداية الطب. ذاع صيته في الكُلية أيضاً كعازف بيانو موهوب وبمرافقته وولي سوينكا في أول عرض له كمغنٍ. يقال أن حتى أوكيغبو ألّف موسيقاه في ذاك الوقت لكن لم يبقى منها شيء.

## عمله وفنّه
عند تخرجه عام 1956، عمل في وظائف متتابعة وفي أماكن مختلفة في أنحاء البلاد، هذا وبينما شقّ طريقه لأول مرة للشعر. فعمل في شركة التبغ النيجيرية، والشركة الأفريقية المتحدة، ومدرسة فيديتي للغات (حيث درّس اللاتينية)، وأخيراً كمساعد امين مكتبة في جامعة نيجيريا في نسوكّا حيث ساهم في تأسيس جمعية المؤلفين الأفارقة.
خلال تلك السنوات، شرع في نشر أعماله في عدة مجلات، أبرزها في 'بلاك أورفيوس' وهي مجلة أدبية تهدف إلى ضمّ أفضل أعمال الكُتّاب الأفارقة والأمريكيين من أصل أفريقي. في ذات الوقت الذي تُقرأ به أعماله جزئياً كتعبير قوي عن الوطنية الأفريقية مابعد الاستعمار، يعادي بإصرار الزنوجة والتي ندّد بها كسعي رومانسيّ لـ«سحر السواد» في حد ذاته؛ عارض بنفس الوتيرة فكرة وجود تجربة مماثلة بين الأفارقة والأمريكيين من أصل أفريقي وهذا يبيّن تبايناً فيلسوفياً صارخاً لبلاك أورفيوس وسياستها التحريرية.
ومتمسّكاً بذات المبادئ هذه حتى أنه رفض الجائزة الأولى في الشعر الأفريقي والتي مُنحت له في 1966 في المهرجان العالمي للفنون النيگروية في داكار، معلناً بذلك أن لا وجود لشيء اسمه شاعر زنجي أو شاعر أسود.
في 1963، ترك نسوكّا لتوليّ منصب مُمثّل أفريقيا الغربية لمطبعة جامعة كامبردج في إبادان، وهذا منصبٌ يمنحه السفر كثيراً إلى المملكة المتحدة حيث لفت هناك مزيداً من الإهتمام. أصبح في إبادان عضو فعال في نادي مباري الأدبي، فأكمَلَ هناك وكتب ونشر أعماله المكتوبة في سنواته الناضجة، ويتضمن هذا المجموعات الشعرية 'حدود' (1964)، و 'صمت' (1962-65)، و'مرثية الأقنعة' (احتفالاً بالذكرى المئوية لميلاد الشاعر و. ب. ييتس مكتوبة على نمط قصائد الثناء في لغة اليوربا، 1964)، و'رقصة البتول المطلية' (احتفالاً بميلاد ابنته اوبياغيلي أو إبراهيمات، والتي يراها بأنها تجسيداً لروح أمه) وسلسلته الأخيرة والتنبؤية، 'درب الرعد' (1965-67) والتي نُشِرت بعد وفاته في 1971 بجانب رائعته 'متاهات' والتي تضم القصائد من المجموعات الآنف ذكرها.

## الحرب والإرث الأدبي
بلغت الأزمة النيجيرية أوجها في 1966. انتقل أوكيغبو الذي كان يقطن في إبادان في ذلك الحين إلى شرق نيجيريا مترقباً ما ستؤول إليه مجرى الأحداث والتي تفاقمت لتصل إلى انفصال المحافظات الشرقية وتكوينها ولاية بيافرا المستقلة في 30 مايو 1967. فعمِل بجانب أشيبي في إثناء عيشهما في إنوغو على تأسيس دار نشر جديدة تدعى بـ'سايتدال برَس' .
انضم أوكيغبو مباشرة بعد انفصال بيافرا إلى جيش الولاية الجديدة كمتطوع ورائد مكلّف ميدانيّاً. كان جندياً ضليعاً فقُتِل في معركة خلال دفعة كبيرة عملتها القوات النيجيرية ضد نسوكّا، المدينة التي لاقى بها صوتهِ كشاعرٍ والتي أقسم بالدفاع عنها بكل حياته. دُمّر آنِفاً في يوليو بيتُه الواقع في قمة تلة في إينوغو وأيضاً عدة أعمال لم تُنشر (من الممكن وجود بدايات رواية بينها) بقصفٍ أغارته القوات الجوية النيجيرية. مِمّا سُحِق كان سيرةً ذاتية شعرية تدعى 'العقود المدببة' والتي ينعتها برسالة له إلى صديقه ومؤرخ السيَّر الذاتية سَنداي أنوزي كسَردٍ لتجارب حياته والرسائل التي قيّضت لمخيلته الإبداعية أن تحتدّ.
لكنه يُعرَف بأن العديد من أوراقه غير المنشورة قد نجت الحرب. ورثت ابنته أوبياغلي الأوراق وأسست مؤسسة كرستوفر أوكيغبو عام 2005 لتخليد ذكراه، وفهرَسها أستاذ الأدب الأفريقي في جامعة ماساشوستس في أمهرست، تشوكووما أزووني في يناير 2006 والذي ساعد المؤسسة أيضاً في ترشيحها لمنظمة الأمم المتحدة للتربية والعلم والثقافة (يونسكو) وتحديداً في سجل ذاكرة العالم. تُشير دراسات أزووني المبدئية للأوراق أن هناك أوراقاً لأوكيغبو لم تُنشَر منها أشعار كُتبت بلُغة الإغبو بجانب أشعار جديدة مكتوبة بالإنجليزية ومسوّدة نشبد وطني لبيافرا. قصائد الإغبو مذهلة بأنها تفتح المجال لمشاهد وآفاق جديدة في دراسة شعر أوكيغبو، وفي هذه الأشعار تصدٍ لآراء بعض النقاد، خصوصاً الثلاثي (تشينويزو، أونوَتشيكوا جيمي، إهيتشَكوو مادَبوكي) في فترة 1980 إزاء إنهاء وتفكيك الاستعمار في الأدب الأفريقي، بأنه ضحّى بحساسيته وشعوره الأفريقي الأصلي سعيّاً لحداثة أوروبا المظَلِلَة.
تُقرَأ «مرثية لألتو» -وهي آخر قصيدة في المجموعة 'درب الرعد'- اليوم بأنها «آخر شهادة» للشاعر وتجسيد لنبوءة موتِهِ ككبش فداء لحرية الإنسان:
Earth, unbind me; let me be the prodigal; let this be

the ram’s ultimate prayer to the tether...

AN OLD STAR departs, leaves us here on the shore

Gazing heavenward for a new star approaching;

The new star appears, foreshadows its going

Before a going and coming that goes on forever....

يا أرضُ, اعتقيني؛ اسمحي بأن أكون الضال؛ اسمحي لهذه أن تكون

صلاة الحمل الأخيرة للحبل المقيِّدَه...

يذهب نجمٌ عتيق, يتركنا هنا في هذا الساحل

نُحدّق صوب السماء لنجم جديد مقترب؛

النجم الجديد يظهر, ينذّر برحيله

قبل ذهاب وإياب يمتد أبد الدهر...

## روابط خارجية
- كريستوفر أوكيغبو على موقع الموسوعة البريطانية (الإنجليزية)